# القفل (الشرية)

تعديل مصدري - تعديل

القفل هي إحدى قرى عزلة آل غنيم بمديرية الشرية التابعة لمحافظة البيضاء، بلغ تعداد سكانها 610 نسمة حسب تعداد اليمن لعام 2004.